# Mélanie Laurent
Mélanie Laurent (Parigi, 21 febbraio 1983) è un'attrice, regista e cantante francese.

## Biografia
Laurent nasce nel IX arrondissement di Parigi il 21 febbraio del 1983 in una famiglia ebraica di origini franco-tunisine e polacche, figlia di Pierre Laurent, un doppiatore (dà la voce a Ned Flanders e ad una ventina di personaggi minori nell'edizione francese de I Simpson) e di Annick, un'insegnante di danza.
A stretto contatto con il mondo artistico fin da piccola, Mélanie debutta nel cinema soltanto nel 1998, venendo notata da Gérard Depardieu, che decide di scritturarla per una parte in un suo film. Vedendo in lei un'attrice naturale, Depardieu le dà tre consigli: non studiare teatro, non imparare i testi troppo in anticipo e non temere mai di sentirsi ridicola quando interpreta un ruolo. È così che nel 1998 a Mélanie è affidato il ruolo di Lisbeth nel film Un pont entre deux rives di Frédéric Auburtin, corealizzato da Depardieu.
Nel 1999 recita nel telefilm francese Route de nuit. Alla fine del 2000 è scritturata per recitare in Ceci est mon corps di Rodolphe Marconi, a fianco di Louis Garrel e Jane Birkin. Il film verrà presentato al Festival di Cannes 2001. Sempre nel 2001, Mélanie ottiene il diploma di maturità classica con opzione cinema. Nel 2002, grazie a Michel Blanc e al film Baciate chi vi pare, Mélanie raggiunge una certa notorietà nell'ambiente cinematografico. Nel film interpreta Carole, la ragazza di Loïc, interpretato da Gaspard Ulliel. Nello stesso anno recita nel cortometraggio di Patrick Timsit La Faucheuse e insieme a Francis Huster nel telefilm Jean Moulin, une affaire française.
Nel 2003 impersona Célia in Snowboarder di Olias Barco, a fianco di Nicolas Duvauchelle; dopo una breve apparizione nel film Une vie à t'attendre di Thierry Klifa, firma un contratto con Kenneth Bi e ottiene il ruolo di Sabine nella produzione di Hong Kong Rice Rhapsody: il film, sebbene mai uscito in Europa, ottenne vasto successo all'estero. Nel 2004 è ancora diretta da Rodolphe Marconi nel film Le Dernier Jour, nel quale ritrova Gaspard Ulliel. Recita anche nel cortometraggio Les visages d'Alice. Nel 2005 Mélanie si fa notare nel film Tutti i battiti del mio cuore (De battre mon cœur s'est arrêté) di Jacques Audiard.
Nel 2006 compare sulla locandina del film belga Dikkenek e ottiene il ruolo di protagonista in Je vais bien, ne t'en fais pas, di Philippe Lioret, dove interpreta Lili. La prestazione le vale numerose nomination e riconoscimenti, tra cui il premio Romy Schneider et il Premio César come migliore promessa femminile. È durante le riprese di questo film che incontra Julien Boisselier, che sarà poi un suo compagno. L'anno successivo ottiene il ruolo principale in La camera dei morti di Alfred Lot, dove interpreta una ragazza madre che decide di arruolarsi nella polizia. Nel 2008, nel film Parigi di Cédric Klapisch, interpreta una studentessa della Sorbona che fa invaghire il suo professore. 
La consacrazione definitiva a livello mondiale arriva nel 2009 grazie all'interpretazione di uno dei ruoli da protagonista nel film di Quentin Tarantino Bastardi senza gloria. Nello stesso anno bissa il successo ottenuto, interpretando una violinista francese in Il concerto del regista rumeno Radu Mihăileanu. Il primo cortometraggio diretto da lei, De moins en moins, è stato selezionato per il Festival di Cannes 2008. Nel 2010 interpreta un'infermiera in Vento di primavera di Roselyne Bosch. Nel 2011 viene scelta come madrina del Festival di Cannes 2011, è il nuovo volto del profumo Hypnotic Poison di Christian Dior, e fa il suo debutto discografico con En t'attendant, in collaborazione con Damien Rice. Torna sul grande schermo nel 2015 per recitare al fianco di Brad Pitt e Angelina Jolie in By the Sea
Negli anni successivi continua a lavorare sia come attrice che come regista in svariati lungometraggi, realizzando 6 film da regista e apparendo anche in film di successo internazionale come Now You See Me. Nel 2021 è contemporaneamente regista e attrice nel film Il ballo delle pazze.

## Vita privata
Di religione ebraica, Mélanie ha avuto una relazione con l'attore Julien Boisselier dal 2006 al 2009, poi con il musicista irlandese Damien Rice. Nel maggio 2013 l'attrice ha annunciato di essere incinta del suo primo figlio dal suo compagno, un tecnico del cinema. Il 30 settembre 2013 ha avuto un bambino, chiamato Léo.

## Filmografia

### Attrice

#### Cinema
- Un pont entre deux rives, regia di Gérard Depardieu (1999)
- Ceci est mon corps, regia di Rodolphe Marconi (2001)
- Baciate chi vi pare (Embrassez qui vous voudrez), regia di Michel Blanc (2002)
- Snowboarder, regia di Olias Barco (2003)
- Une vie à t'attendre, regia di Thierry Klifa (2004)
- Hǎinán jī fàn, regia di Kenneth Bi (2004)
- Le Dernier Jour, regia di Rodolphe Marconi (2004)
- Tutti i battiti del mio cuore (De battre mon cœur s'est arrêté), regia di Jacques Audiard (2005)
- Dikkenek, regia di Olivier Van Hoofstadt (2006)
- Je vais bien, ne t'en fais pas, regia di Philippe Lioret (2006)
- Indigènes, regia di Rachid Bouchareb (2006)
- L'amore nascosto (L'Amour caché), regia di Alessandro Capone (2007)
- Beluga, regia di Jean-Marc Fabre (2007)
- Il killer (Le Tueur), regia di Cédric Anger (2007)
- La camera dei morti (La Chambre des morts), regia di Alfred Lot (2007)
- Parigi (Paris), regia di Cédric Klapisch (2008)
- Bastardi senza gloria (Inglourious Basterds), regia di Quentin Tarantino (2009)
- Jusqu'à toi, regia di Jennifer Devoldère (2009)
- Il concerto (Le Concert), regia di Radu Mihăileanu (2009)
- Vento di primavera (La Rafle), regia di Roselyne Bosch (2010)
- Beginners, regia di Mike Mills (2010)
- Requiem pour une tueuse, regia di Jérôme Le Gris (2011)
- Et soudain, tout le monde me manque, regia di Jennifer Devoldere (2011)
- Les Adoptés, regia di Mélanie Laurent (2011)
- Treno di notte per Lisbona (Night Train to Lisbon), regia di Bille August (2013)
- Now You See Me - I maghi del crimine (Now You See Me), regia di Louis Leterrier (2013)
- Enemy, regia di Denis Villeneuve (2013)
- Il volo del falco (Aloft), regia di Claudia Llosa (2014)
- Boomerang, regia di François Favrat (2015)
- By the Sea, regia di Angelina Jolie (2015)
- Éternité, regia di Trần Anh Hùng (2016)
- Les Derniers Parisiens, regia di Hamé Bourokba e Ekoué Labitey (2016)
- Mio figlio (Mon Garçon), regia di Christian Carion (2017)
- Operation Finale, regia di Chris Weitz (2018)
- Il ritorno dell'eroe (Le Retour du héros), regia di Laurent Tirard (2018)
- Mia e il leone bianco (Mia et le Lion blanc), regia di Gilles de Maistre (2018)
- 6 Underground, regia di Michael Bay (2019)
- Oxygène, regia di Alexandre Aja (2021)
- Il ballo delle pazze (Le Bal des folles), regia di Mélanie Laurent (2021)
- Il mio amico Tempesta (Tempête), regia di Christian Duguay (2022)
- Murder Mystery 2, regia di Jeremy Garelick (2023)
- Le ladre (Voleuses), regia di Mélanie Laurent (2023)
- Le Déluge - Gli ultimi giorni di Maria Antonietta, regia di Gianluca Jodice (2024)

#### Televisione
- Route de nuit, regia di Laurent Dussaux – film TV (2000)
- Jean Moulin, une affaire française – miniserie TV, 2 puntate (2003)
- Vous les femmes – serie TV, episodio 3x08 (2010)
- Little America – serie TV, episodio 1x04 (2020)

### Regista

#### Cinema
- De moins en moins – cortometraggio (2008)
- Les Adoptés (2011)
- Respire (2014)
- Domani (Demain) – documentario (2015)
- Plonger (2017)
- Galveston (2018)
- Il ballo delle pazze (Le Bal des folles) (2021)
- Le ladre (Voleuses) (2023)
- Libre (2024)

#### Televisione
- X Femmes – serie TV, episodio 1x06 (2008)

#### Videoclip
- Rallumer les étoiles – Mylène Farmer (2022)

### Sceneggiatrice

#### Cinema
- De moins en moins – cortometraggio (2008)
- Les Adoptés (2011)
- Respire (2014)
- Plonger (2017)
- Il ballo delle pazze (Le Bal des folles) (2021)

#### Televisione
- X Femmes – serie TV, episodio 1x06 (2008)

### Produttrice
- Senza limiti (Sous emprise), regia di David M. Rosenthal (2022)

## Discografia
- En t'attendant (2011)

### Videoclip
- Big in Japan di Martin Solveig (2011)

## Riconoscimenti
- Premio Romy Schneider 2006.
- Bayard d'Or 2006 alla miglior attrice al Festival Internazionale del Film Francofono di Namur per Je vais bien, ne t'en fais pas.
- Étoile d'Or del cinema francese 2007 come miglior rivelazione femminile per l'interpretazione in Je vais bien, ne t'en fais pas di Philippe Lioret, e in Dikkenek di Olivier Van Hoofstadt.
- Premio César per la migliore promessa femminile 2007 per il suo ruolo in Je vais bien, ne t'en fais pas.
- Premio Lumière per la migliore promessa femminile 2007 per il suo ruolo in Je vais bien, ne t'en fais pas.
- Austin Film Critics Association Award 2009 come miglior attrice per Bastardi senza gloria.
- Online Film Critics Society Award 2009 come miglior attrice per Bastardi senza gloria.

## Doppiatrici italiane
Nelle versioni in italiano nelle opere in cui ha recitato, Mélanie Laurent è stata doppiata da:
- Federica De Bortoli in Parigi, Bastardi senza gloria, Il concerto, Le ladre, Le Déluge - Gli ultimi giorni di Maria Antonietta
- Francesca Manicone in Beginners, 6 Underground, Oxygène
- Chiara Colizzi in Vento di primavera, Operation Finale, Mia e il leone bianco
- Connie Bismuto ne L'amore nascosto, Treno di notte per Lisbona
- Domitilla D'Amico in Now You See Me - I maghi del crimine, Murder Mystery 2
- Valentina Favazza in By the Sea
- Greta Bonetti in Mio figlio
- Gemma Donati in Enemy
- Barbara De Bortoli in Il ritorno dell'eroe
- Gaia Bolognesi in Il mio amico Tempesta